# هينيفوكس
هينيفوكس (بالفرنسية: Henneveux)‏ هي بلدية تقع في إقليم باد كاليه من منطقة نور با دو كاليه في شمال فرنسا. تبلغ مساحة هذه المدينة 5.49 (كم²)، وترتفع عن سطح البحر 57 م، يبلغ عدد سكانها 304 نسمة حسب إحصاء المعهد الوطني للإحصاء والدراسات الاقتصادية سنة 2009 م. وترأس Daniel Mantel البلدية خلال فترة (2008-2014).